# 犯罪都市
《犯罪都市》（：／）是一部2017年上映的韓國犯罪動作片，由電影《英語完全征服》導演部導演姜侖成執導，馬東石和尹啟相主演。改編自真實事件，講述本來黑白平衡的韓國都市，因為外來黑幫的入侵，天下大亂、民不聊生，警方最終以暴制暴來結束亂局的故事。上映6週，票房超越黃晸玟、蘇志燮主演的的《軍艦島》，也打破元彬主演的《大叔》紀錄，成為韓國2017年年度最賣座犯罪電影，也是韓國電影歷史上限制級電影賣座第三名，僅次於李炳憲的《萬惡新世界》與張東健的《朋友》。

## 劇情介紹
2004年，中國黑龍江省哈爾濱市的中國朝鮮族黑幫「黑龍幫」，由於中國政府的大掃黑土崩瓦解，幫中的張晨（一作「張謙」，尹啟相飾）率領著魏成洛（陈善奎饰）、楊泰（金成圭饰）等兩名小弟流亡到韓國，他們三人先在首爾九老區加里峰洞的延邊街打天下，張晨自稱「哈爾濱張晨」，隨身攜帶刀子與斧頭，重則砍殺他人，輕則斷人手腳，無惡不作。
延邊街原先有三大角頭勢力，即毒蛇幫、夷帥幫、春植幫。雖然毒蛇幫與夷帥幫長年不睦，但在當地的「矜川刑警隊」副隊長「馬錫道」（馬東石飾）的糖飴與鞭政策下得以和平共存。春植幫則以夜總會為主要行業，也乖乖繳規費給馬錫道，並在馬錫道的管理下，天下太平，歌舞昇平。
當張晨憑藉著狠勁殺害了毒蛇幫幫主「毒蛇」安成泰（許成泰饰）之後，局勢驟變，所有毒蛇幫幫眾都俯首稱臣。張晨以一個小頭目都承宇（林亨俊飾）當自己的通訊員，神出鬼沒，避免自己被警察拘捕。一天晚上，張晨他們到春植幫開設的夜總會飲酒作樂，因想要直接強姦坐檯小姐與經理起了衝突，居然直接砍斷了經理手臂，而馬錫道當日正在該夜總會與兩名東歐美女飲酒作樂，對此案留有強烈印象。
夜總會經理的兄長黃春植（趙在允飾），是夜總會的老闆，也是當地敬重的春植幫幫主，知道此事後誓言一定要殺了張晨替經理討公道，即使馬錫道警告黃春植別輕舉妄動，但還是派人綁架了張晨的部下都承宇要找出張晨的所在，張晨曾逼姦都承宇貌美的女友，這使都承宇萌生叛意。被黃春植拷打後，有奪妻之恨的都承宇成為春植幫的臥底。
張晨等人在火鍋店中無意間遇到在用餐的馬錫道等刑警們，而馬錫道也察覺到張晨等人與先前經理案兇手特徵相似，於是派遣兩名部下準備抓捕。生性多疑的張晨先發制人，用火鍋店的熱油把少年刑警姜鴻碩燙得幾乎毀容，姜鴻碩因此住院，並心灰意冷地申請調回情報組，馬錫道組織了刑警們募款慰問鴻碩之後，也不強求心底已經重傷害的鴻碩留任。
張晨統領了毒蛇幫地盤，得隴望蜀，然後又侵略到張夷帥的地盤。張夷帥為了出氣於是派人搗毀了張晨店面，隔天楊泰與魏成洛趕到後看到現場慘狀要去找夷帥幫算帳，夷帥幫與馬錫道等人同時埋伏到了兩人，馬錫道將張夷帥和夷帥幫的人馬驅離後與魏成洛等人搏鬥，楊泰趁亂逃跑，魏成洛則被馬錫道勒暈逮捕。夷帥幫幫主張夷帥為其母親辦壽酒，張晨為了復仇先讓楊泰用滅火器大鬧會場，調虎離山；張晨則乘夷帥幫幫眾大亂時，行刺了張夷帥，張夷帥傷重倒地；至此，延邊街三分天下，張晨已有其二，只有黃春植與之對抗。
黃春植與始興建商郭老闆和元老闆，因爭奪一塊都更土地而結怨。郭老闆買不到黃春植的地，於是改買黃春植的命，開價五億韓元要張晨去狙殺黃春植。但張晨不改貪財本色，又恐嚇了郭老闆五億，以十億元的天價要取黃春植的命。就在郭老闆與張晨會談之時，春植幫眾趕來狙殺張晨，張晨逃回車上，卻又被開車的都承宇行刺，張晨與楊泰合作殺了都承宇而兔脫。而馬錫道也因春植幫鬧事的事情找上黃春植，再次警告他別輕舉妄動並給他一件防刺服。
馬錫道眼見當地治安已經惡化到無以復加，上司全日萬（崔貴化飾）面臨這個危機，又只會擔心自己的仕途，嘮叨碎念。聽說高層已決定將此案改由廣域搜查隊辦理後，馬錫道為了不讓廣域搜查隊插手，立下軍令狀，保証十天內要親手抓到所有惡棍。馬錫道提出了「人人皆線人」政策，組織起被張晨迫害的街坊鄰居，要人人見到張的幫眾，都要拍照或錄音向警方回報。良好市民們本來怕被報復而不願意冒此風險，就在跟馬錫道關係良好的火鍋店小伙計的激將法之下同意了
中國方面得知之後，要求引渡魏成洛回國受審，馬錫道只好不得已地將魏成洛交給中國公安（其實是由馬錫道指派两个人假装中國公安），這兩個假公安用販毒诱骗魏成洛，甚至還跟魏成洛約定好，只要能幫助他們在韓國販毒，就願意縱放。就這樣毫髮無傷離開的魏成洛，把這個福音告訴張晨。
張晨為人多疑，認為這說詞太離譜，直覺魏成洛已經歸順警方還準備要殺了魏成洛，直到看到魏成洛拿到的白粉才相信魏成洛的說法，然後同意讓魏成洛去找那兩名公安洽談交易。其實張晨的直覺不假，這兩個公安根本是馬錫道派人假扮的，是馬錫道引蛇出洞之計，於是警方把回來向公安們洽談販毒的魏成洛一夥人都逮捕，不過卻沒捉到張晨，因為當時張晨與楊泰在另外一條路上。
張晨帶著另一批幫眾前往夜總會狙殺黃春植，在狙殺行動中，黃春植逃脫來到矜川警察局附近時卻被張晨刺傷，雖然身穿防刺服但還是被張晨重創，沒多久就被矜川警察與姜鴻碩發現，張晨只好警告黃春植放棄酒店後逃回到他資源回收場的巢穴。姜鴻碩尾隨發現張晨窩藏地點後後即刻通報了馬錫道，姜鴻碩為了爭取時間故意被張晨等人發現，張晨正要開車撞死姜鴻碩時馬錫道開車趕到與張晨激烈打鬥，支援警力也趕來但只捉到楊泰，張晨再度逃脫。張晨剛好逃到火鍋店打電話給郭老闆謊稱他完成任務，同時發現火鍋店中有許多他團夥魚肉鄉民的照片，知道店主是警方線民，於是把老店主與小伙計砍成重傷後逃向機場。
馬錫道路過時及時發現並通知救護車來救援，店主及小伙計奄奄一息地指引馬錫道往機場方向繼續追捕，再加上死裡逃生的黃春植知道張晨是受到郭老闆與元老闆指使來暗殺他後向馬錫道告密。本來元老闆等人並不打算給張晨錢，而是想等張晨殺了黃春植後舉報他。郭老闆隨後被黃春植逮住，郭老闆則被黃春植威脅必須支付10億，等張晨來到機場外後郭老闆將有10億的存摺交給前者，張晨威脅郭老闆若有差錯他必回來找郭老闆算帳。馬錫道趁張晨逃離韓國時在機場廁所中鬥毆，馬錫道將張晨揍暈後將他逮捕，黃春植則打電話給馬錫道表示他還了防刺服的恩情後脅持郭老闆去抓元老闆。

## 演出陣容

### 主要人物
- 馬東石 飾演 馬錫道
- 尹啟相 飾演 張晨（一作「張謙」）

### 其他人物
- 趙在允 飾演 黄春植
- 崔貴華 飾演 全日萬
- 林炯俊 飾演 都承宇
- 陳善圭 飾演 魏成洛
- 洪基俊（朝鲜语：홍기준） 飾演 朴炳植
- 许栋元 飾演 吳東均
- 河俊 飾演 姜鴻碩
- 金成圭 飾演 楊泰
- 朴智焕 飾演 張夷帥
- 許成泰 飾演 安成泰
- 閔慶珍（朝鲜语：민경진） 飾演 「延吉食堂」老闆
- 嚴智成（朝鲜语：엄지성 (배우)） 飾演 王五
- 金久澤（朝鲜语：김구택） 飾演 郭社長
- 朴相奎（朝鲜语：박상규 (배우)） 飾演 元社長
- 劉智妍（朝鲜语：유지연 (1979년)） 飾演 安慧京
- 裴真雅（朝鲜语：배진아） 飾演 包間酒吧太太
- 尹炳熙 飾演 汽油
- 李道均（朝鲜语：이도군） 飾演 經由
- 閔武濟（朝鲜语：민무제） 飾演 「夷帥派」迷糊
- 真模（朝鲜语：진모） 飾演 「夷帥派」一軍
- 李成宇（朝鲜语：이성우 (배우)） 飾演 「夷帥派」行動隊長
- 朴智洪（朝鲜语：박지홍） 飾演 「夷帥派」成員
- 李奎浩 飾演 「春植派」行動隊長
- 金鎮滿（朝鲜语：김진만 (1982년)） 飾演 「春植派」成員
- 徐文浩（朝鲜语：서문호） 飾演 「黑龍派」隊員
- 金允培（朝鲜语：김윤배 (배우)） 飾演 「黑龍派」隊員
- 崔成宰 飾演 警察
- 李泰奎（朝鲜语：이태규 (배우)） 飾演 警察
- 韓秀賢（朝鲜语：한수현 (배우)） 飾演 「大海的故事」老闆
- 鄭仁謙（朝鲜语：정인겸） 飾演 法醫
- 鄭亨錫（朝鲜语：정형석 (배우)） 飾演 花甲宴主持人
- 朴基龍（朝鲜语：박기륭） 飾演 卡拉OK老闆
- 吳敏愛 飾演 加里峰洞商人
- 琴廣山（朝鲜语：금광산） 飾演 汗蒸幕紋身男

### 友情出演
- 趙震雄 飾演 首爾廣域搜查隊隊長

### 特別出演
- 鄭仁基 飾演 警察署長
- 芮貞和 飾演 機場負責人
- 尹珠（朝鲜语：윤주 (배우)） 飾演 姜鴻碩的未婚妻

## 獎項榮譽
| 年份   | 頒獎禮                     | 獎項                  | 入圍者                     | 結果 |
| ------ | -------------------------- | --------------------- | -------------------------- | ---- |
| 2017年 | 第4屆韓國電影製作人協會獎  | 技術獎                | 全宰亨、許明行（動作指導） | 獲獎 |
| 2017年 | 第37屆韩国电影评论家协会奖 | 最佳新人導演          | 姜允成                     | 獲獎 |
| 2018年 | 第18屆韓國導演選擇獎       | 年度新人導演獎        | 姜允成                     | 獲獎 |
| 2018年 | 第54屆百想藝術大獎         | 電影部門 最佳新人導演 | 姜允成                     | 獲獎 |
| 2018年 | 第9屆韓國年度電影獎        | 最佳男配角            | 陳善圭                     | 獲獎 |
| 2018年 | 第9屆韓國年度電影獎        | 年度發現獎            | 尹啟相                     | 獲獎 |
| 2018年 | 第13屆堤川國際音樂電影節   | JIMFF STAR            | 尹啟相                     | 獲獎 |
| 2018年 | 第38屆青龍電影獎           | 最佳男配角            | 陳善圭                     | 獲獎 |
| 2018年 | 第23屆春史國際電影節       | 最佳新人導演          | 姜允成                     | 獲獎 |

## 外部連結
- Daum上《犯罪都市》的資料

- 韩国电影数据库（KMDb）上《犯罪都市》的資料
- 互联网电影数据库（IMDb）上《犯罪都市》的资料（英文）
- 《犯罪都市》在HanCinema的页面（英文）
- 豆瓣电影上《犯罪都市》的資料 （简体中文）
- Yahoo奇摩電影上《犯罪都市》的資料（繁體中文）
- 開眼電影網上《犯罪都市》的資料（繁體中文）
- Box Office Mojo上《犯罪都市》的资料（英文）
- 爛番茄上《犯罪都市》的資料（英文）